# Најкула
Најкула је српска издавачка кућа са седиштем у Београду. Основана је 2021. године, и бави се продајом стрипова, углавном француско-белгијских, али и јапанских.

## Издања
Француско-белгијски стрипови
- Спиру
- Леонардо
- Црни локвањи
- Не можеш да пољубиш кога хоћеш
- Слика и прилика
- Библиомула из Кордобе
- Непријатељ народа
- Тинтин
- Пацијент
- Балада за Софију
- Црвена фигура плодности
- Авион без ње
- Џез Мејнард
- Дани што нестају
- Упркос свему
- Та дивна лета
- Чекајући Боџенглса
- Гастон: Повратак шепртље
- Линколн

Манге / манфре / манхве
- Радиант (манфра)
- Кагастер (манга)
- Вакфу (манфра)
- Solo Leveling (манхва)
- Ултрамен (манга)
- Борбени петао (манга)
- Копиле (манхва)
- Soul Eater (манга)
- Црни Батлер (манга)
- Хоризонт (манхва)
- Record of Ragnarok (манга)
- Звук магије (манхва)
- Sweet Home (манхва)

Ревије и едиције
- Супер Карусел

1. Спиру у земљи Совјета
2. Мали Немо
3. Бил и Бул: Светски путници
4. Крцко: Опасност вреба на острву Лезилеба
5. Клифтон: Побеснели левичари

- Карусел

1. Повратак земљи 6: Преображаји[а]

## Белешке
1. ↑  Првих пет делова објавила је издавачка кућа Дарквуд.